# 橫濱紅磚倉庫
35°27′08″N 139°38′34″E / 35.45222°N 139.64278°E
橫濱紅磚倉庫（日语：／），是位於日本神奈川縣橫濱市中區橫濱港的一處歷史建築物，原做為保稅倉庫使用。
仓库有1号馆、2号馆两座建筑，分别竣工于1913年（大正2年）和1911年（明治44年）。作为保税仓库一直使用到1989年，此后一时空置。2002年，经过整备，1号馆改造为展示空间，2号馆改造为商业设施，与附近的广场和公园整合，成为红砖仓库公园，是橫濱港未來21地区具有代表性的觀光、遊憩景點之一。荣获第45届BCS赏特别奖（2004年）。2010年获得日本首个联合国教科文组织亚太区文物古迹保护奖的杰出项目奖。

## 历史

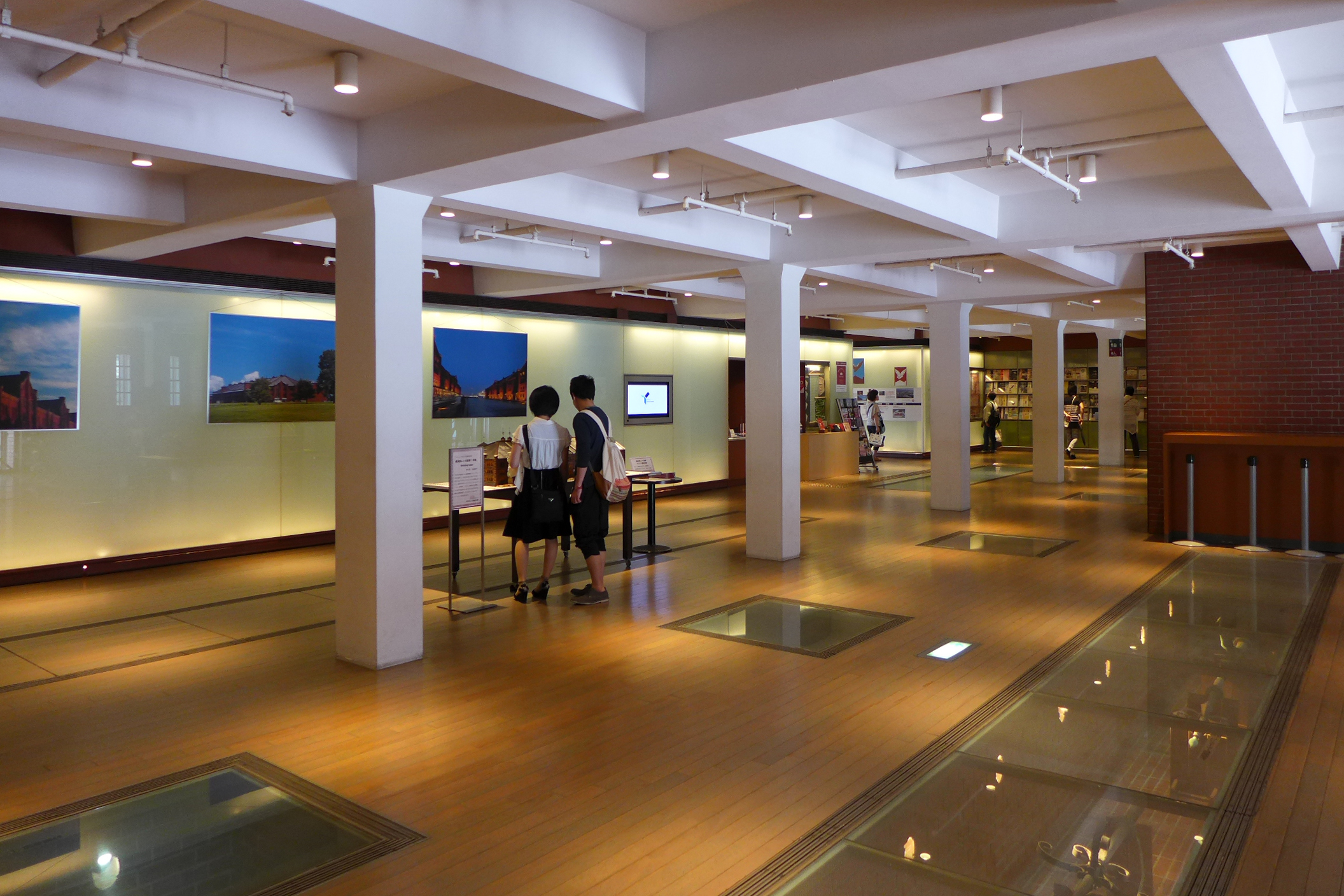
介紹倉庫歷史的展覽廳

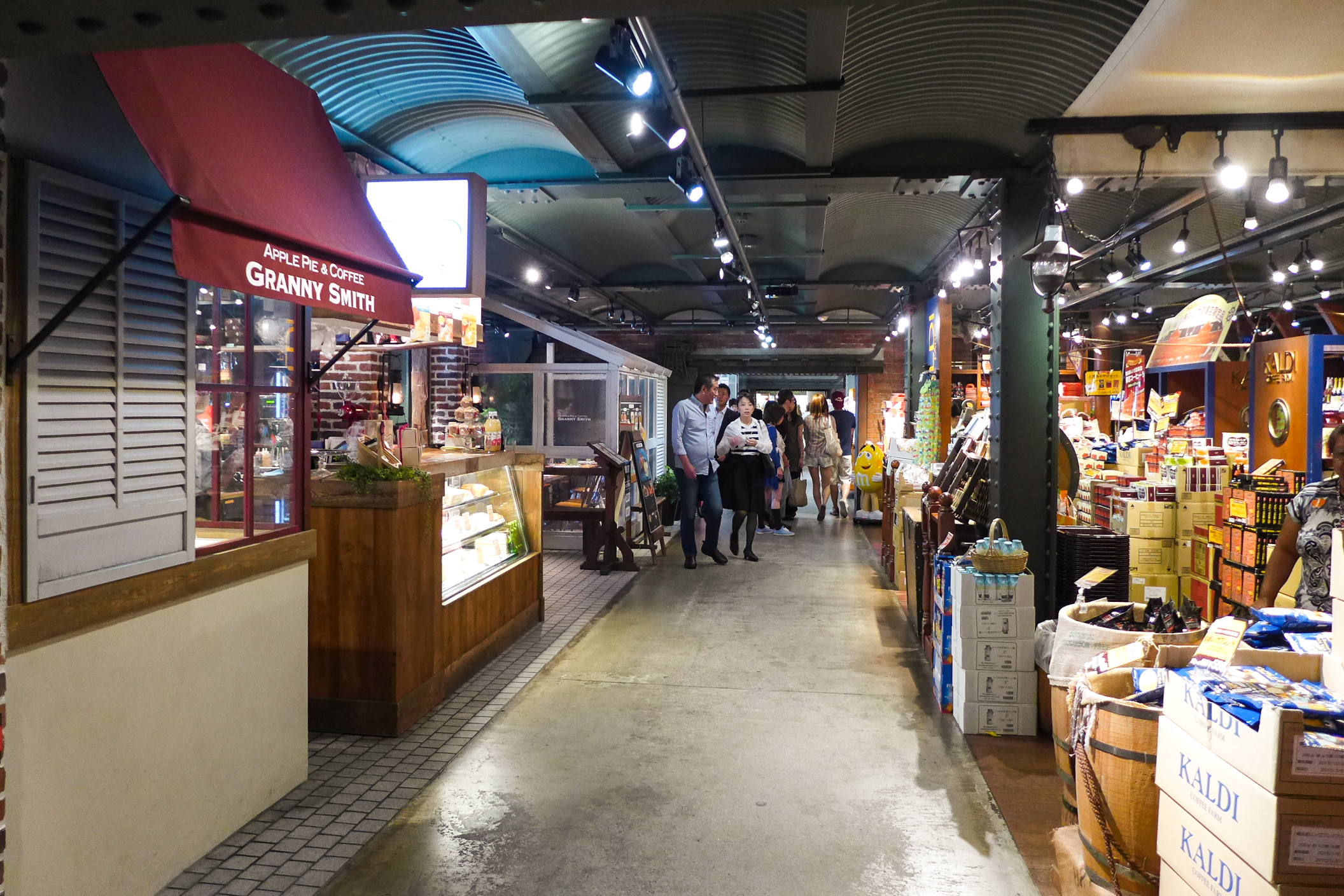
倉庫內的商店

### 筑港工程与红砖仓库的建立
红砖仓库的建造于明治与大正时代之交。当时的横滨港自1859年（安政6年）开港以来已使用了接近半个世纪的时间，以近代化港口为目标的改建成为了横滨市的当务之急。第1期筑港工程开始于1889年，建成了大栈桥和东西防波堤。继而在1899年，大藏省以扩建横滨税关为目的，开始了第2期筑港工程。
第2期筑港工程分为前后两期。前期工程以填埋税关前方的海面、建设有岸壁的码头等为主。这是日本最早的可以直接令船只靠岸的岸壁。1905年，填海工程完毕，同年开始了后期工程。后期工程的建设目标是岸上的货棚、仓库、铁路、公路等设施。红砖仓库是后期工程中作为国营保税仓库建设的。为了与甲午战争后迅速成长为远东最大港口的神户港和大阪港对抗，横滨市承担了其中270万日元的经费，從而加快完工。横滨市与国家的这次合作开创了日本的国家与地方的共同事业的先河。
红砖仓库的设计由部长{妻木賴黃率领的大藏省临时建筑部担任。妻木赖黄是明治建筑界三巨头之一，是位于马车道的横滨正金银行总店（今神奈川县立历史博物馆）的设计者。2号仓库竣工于1911年（明治44年），而1号仓库竣工于1913年（大正2年）。第2期筑港工程结束于1914年，自此，税关埠头（码头），即今新港埠头诞生。
红砖仓库全长150米，背面有铁骨结构的连廊，拥有日本最早的工用升降机和避雷针、消火栓等设施，是国营保税仓库建筑的典范和当时砌体结构建筑水平的代表。因为2号仓库在转缝之间以铁加固，1923年的关东大震灾中，损坏程度只有1号仓库的30%。此外，当时的升降机登录为重要科学技术史资料第0027号，现于1号馆旁边展览。

### 盟軍接管横滨港与新港埠头的发展停滞
包含红砖仓库的整个横滨港在1945年第二次世界大战结束后由盟军接收。驻日盟军总司令部设立于横滨税关（后迁至第一生命大厦）。横滨港由于大部分设施遭到接管而无法使用，使得横滨的经济难以复兴。新港埠头在1954年获得了商船临时使用的许可，1956年，1号到6号岸壁和包含红砖仓库在内的上屋（货棚）的接管正式終止。自接管解除后，贸易量激增，使得入港船舶吨位、货物吞吐量都突破了战前的最高纪录。
然而，由于货运的集装箱化，新港埠头的主角地位逐渐被其他的码头替代，1975年货物吞吐量剧减。此后经常作为动作片和电影取景地之用。特别是1986年到次年播放的电视剧《危险刑警》的片尾以红砖仓库为取景地，吸引了大众的注意，此后在仓库的涂鸦等行为一度盛行。1989年，作为仓库的使命终结，此后数年间空置。

### 红砖仓库的修复与重生
1992年，伴随着横滨港未来21的整备，海港沿岸的再开发计划得到实行，红砖仓库的所有权从日本政府转移到了横滨市。与周边区域的一体化改造开始。横滨市政府历经5年进行了仓库的修复和在保存的前提下使用的工程。在关东大震灾中遭到掩埋的横滨税关事务所的遗迹和原横滨港站的月台也得到挖掘和修复。原国铁的山下临港线也改造成为汽车道，一直连接到山下公园。
2002年4月12日，以红砖仓库为中心，包括附近一带的展示空间、会堂、广场、店铺等，组成了横滨红砖仓库公园，向公众开放。1号馆以文化设施为主，由公益财团法人横滨市艺术文化振兴财团运营，2号馆以商业设施为主，由株式会社横滨红砖运营。两栋建筑都在保持了历史的风貌的同时，兼具现代的抗震和防火能力。
横滨红砖仓库在2006年1月，累计来访者数达到2000万人，2013年5月达到6000万人，每年游客人数超过500万人，是横滨的著名观光场所。它也是《我的生存之道》和《美食侦探王》等诸多电视剧的取景地。使用红砖仓库的演出和展览则有2007年7月滨田省吾的展览会“滨田岛”和歌手大冢爱2010年9月举办的和等。
2007年，红砖仓库經经济产业省指定为近代化产业遗产。
2022年5月起進行大規模翻新整修，並於2022年12月上旬完成翻新工程。

## 设施

### 1号馆
2002年作为文化设施而开馆。1层的地面开有数个玻璃窗，展示一些历史物件。
- 2楼：3间展览空间，面积均为约186平方米。[9]
- 3楼：会堂，座席可容纳约400人。面积约376平方米，高度约5.1米。[9]

### 2号馆
2002年作为商业设施开馆。最初僅有31家店铺，2018年6月已達60間，其中17間為餐廳或咖啡館，其餘則為各類商店。很多店铺都贩售红砖仓库限定的商品。位于3楼的饭店「Beer Connect」的标志图形是仓库防火门打开关闭时使用的滑轮。（防火门仍存在，但仅保存，不再使用。）

### 期间限定的设施
Art Rink in 横滨红砖仓库：在仓库前的广场设置的滑冰场，每年12月上旬到2月下旬开放。有表演者以声、光、画面等演出。

## 图集

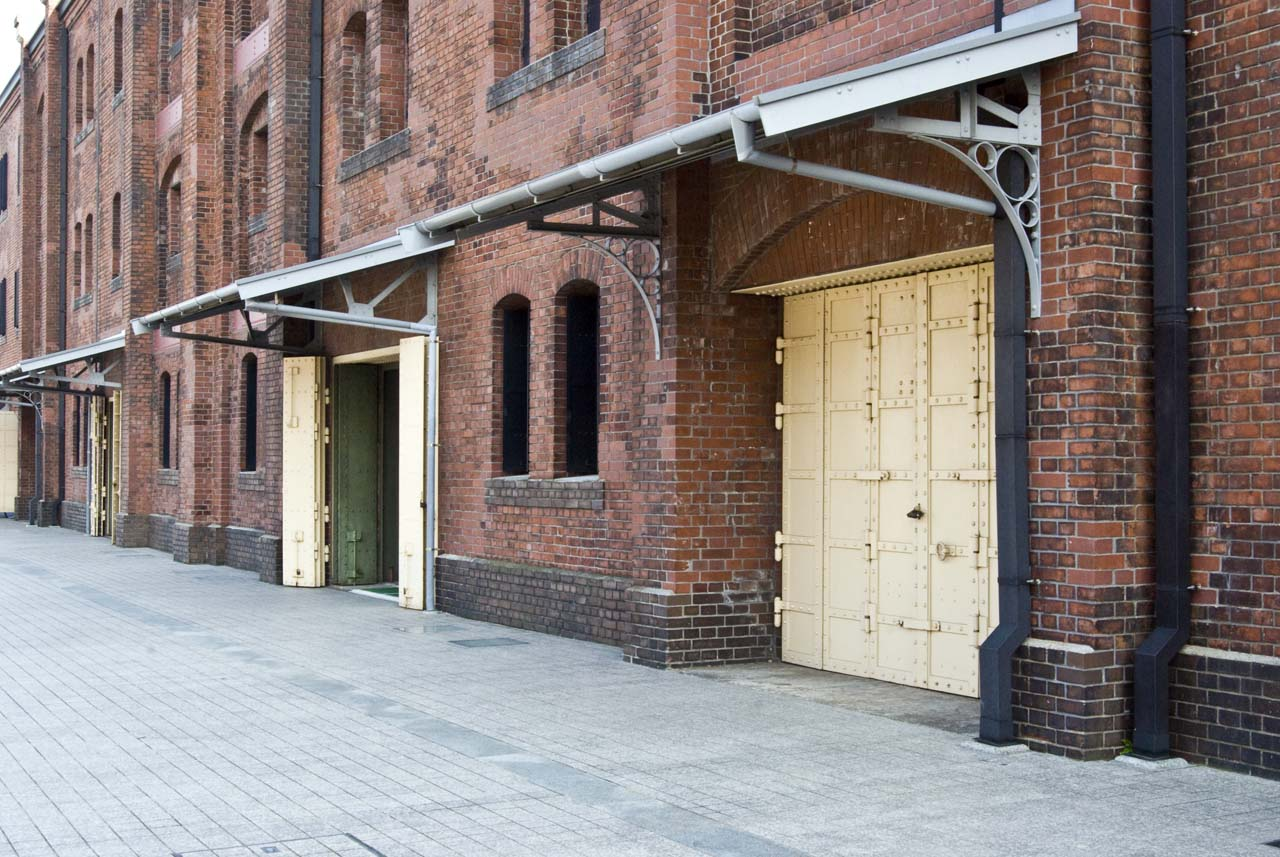
1号馆大门
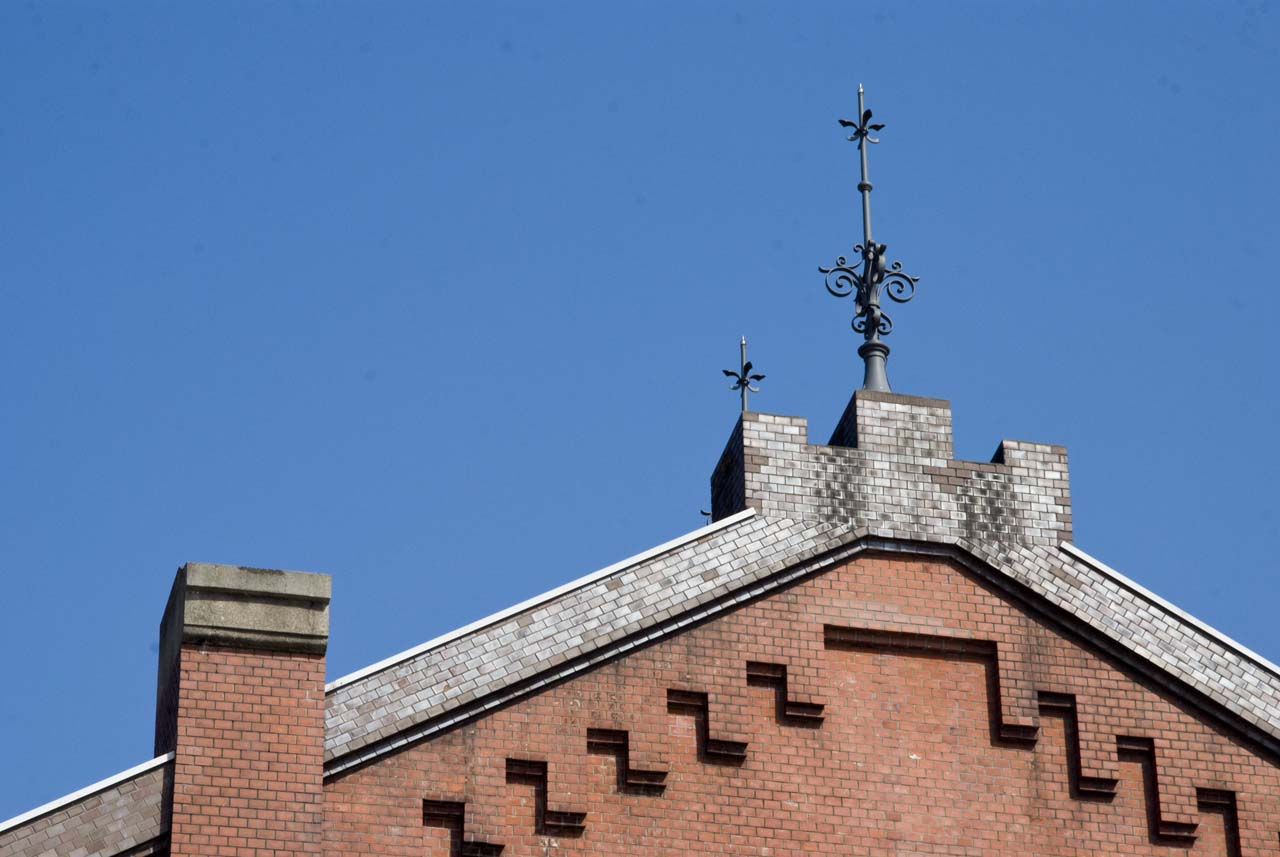
1号馆屋脊的装饰
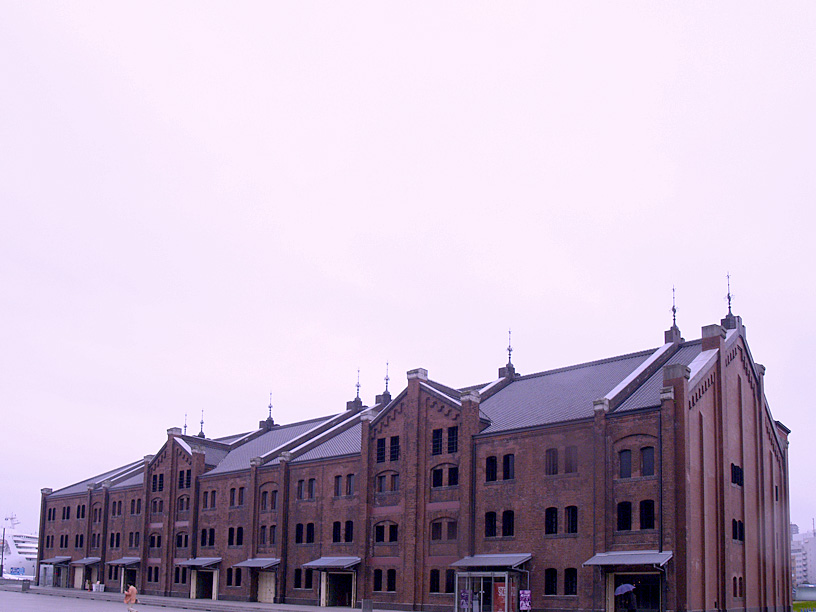
1号馆
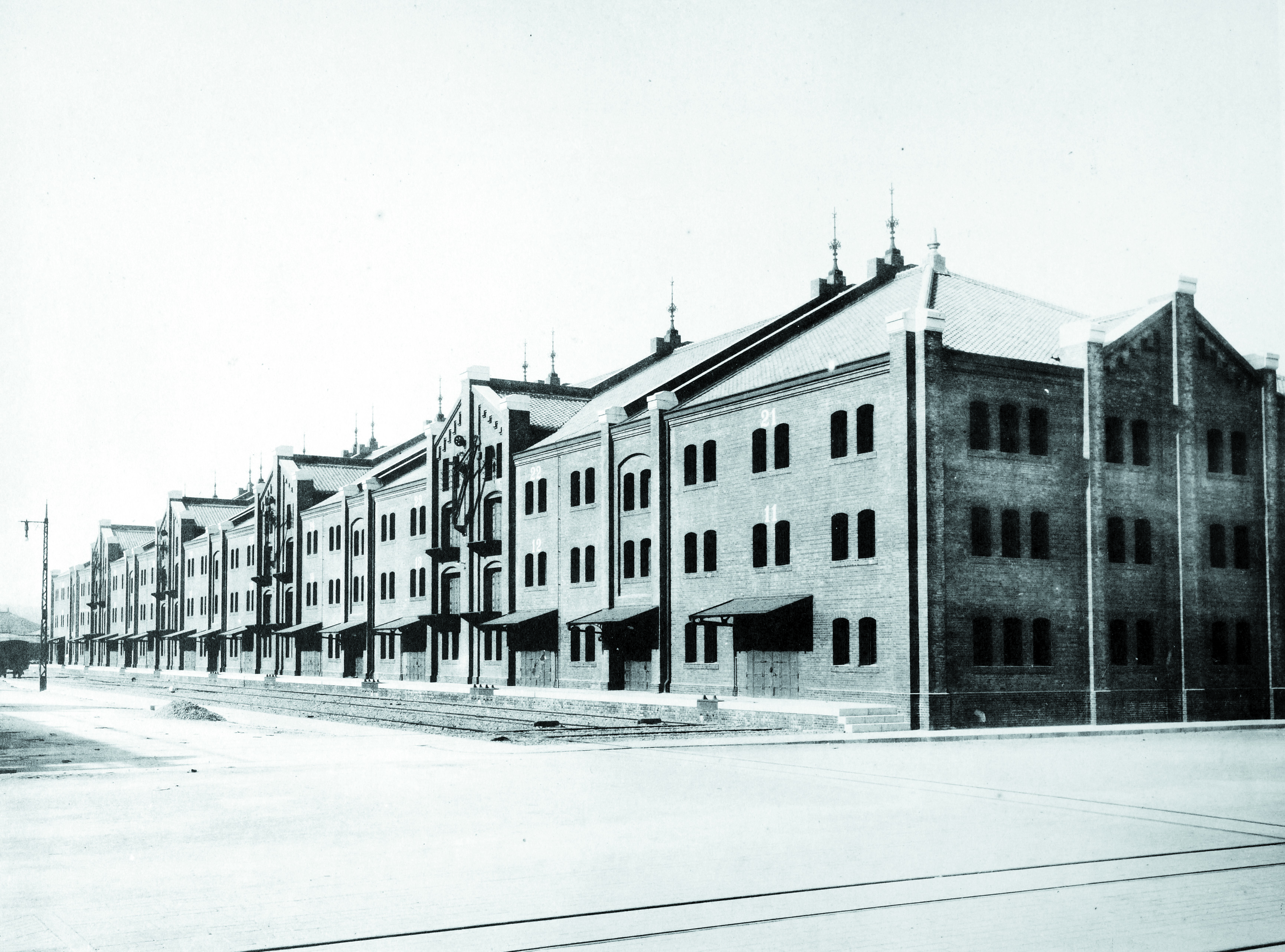
1917年的2号馆
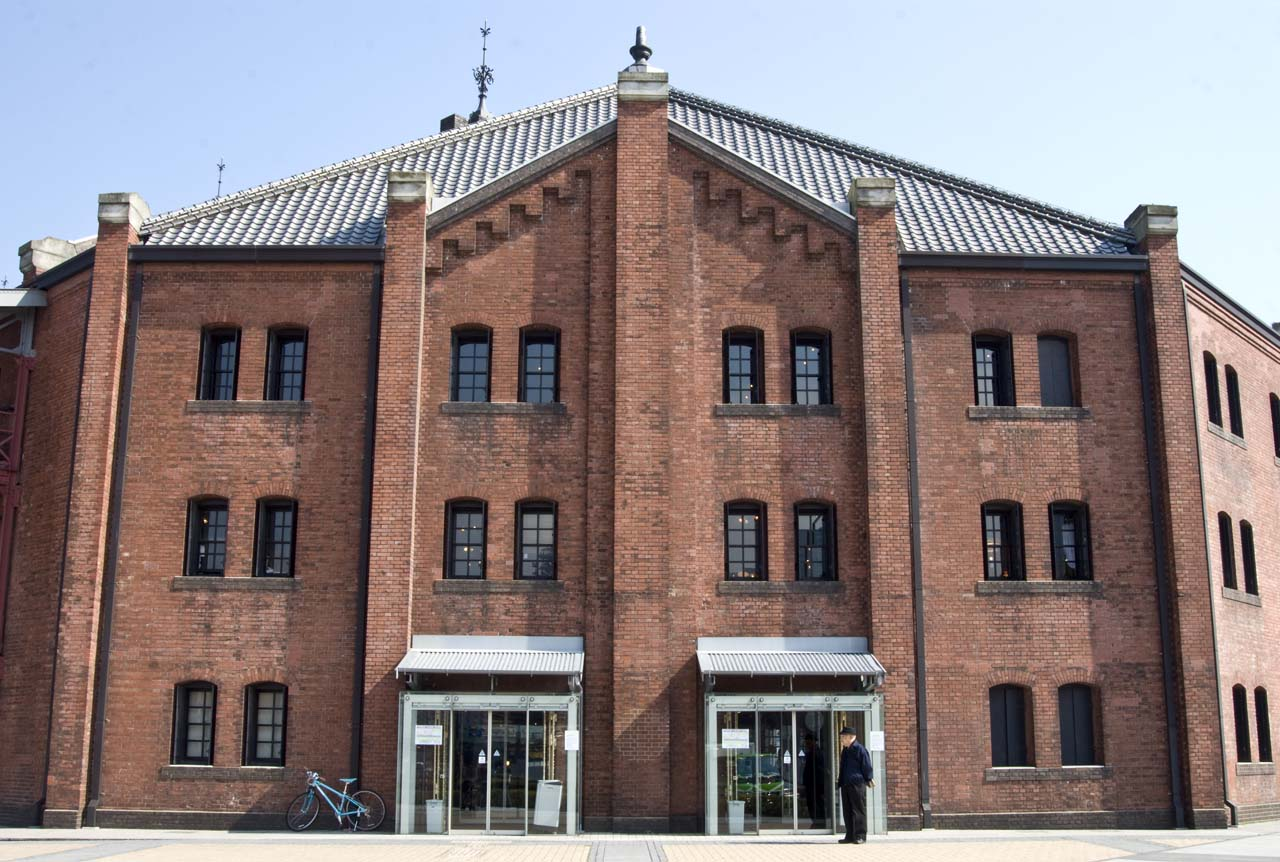
2号馆西端
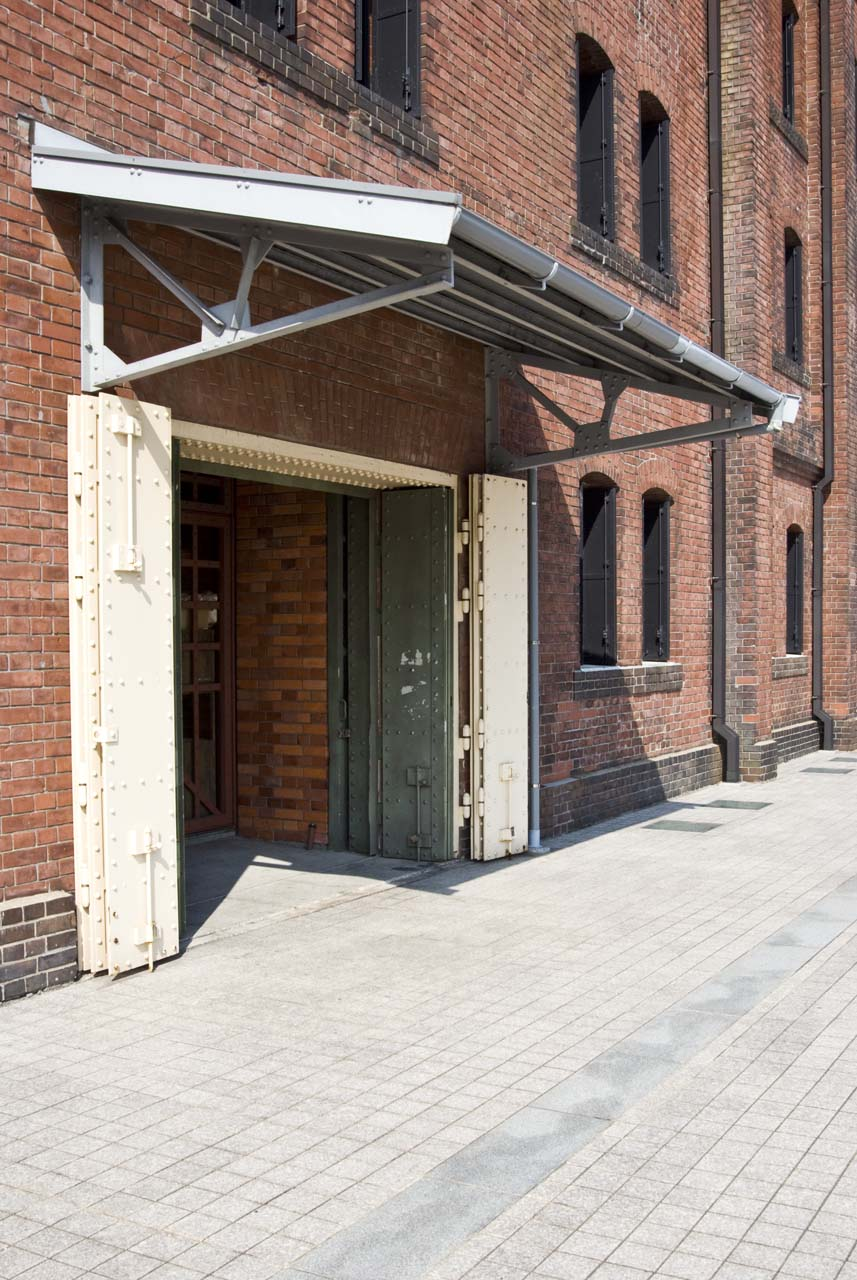
2号馆大门
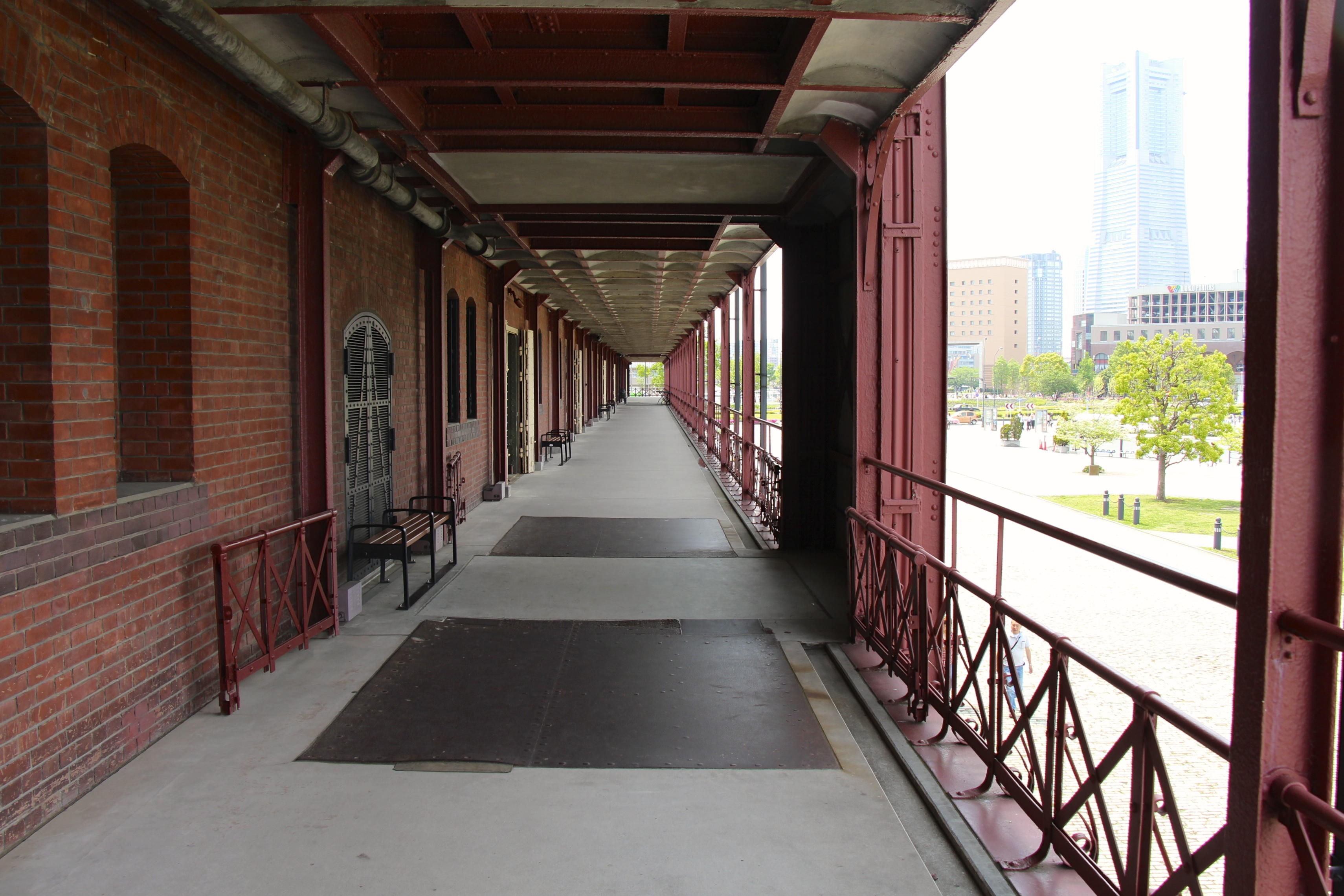
2号馆的连廊
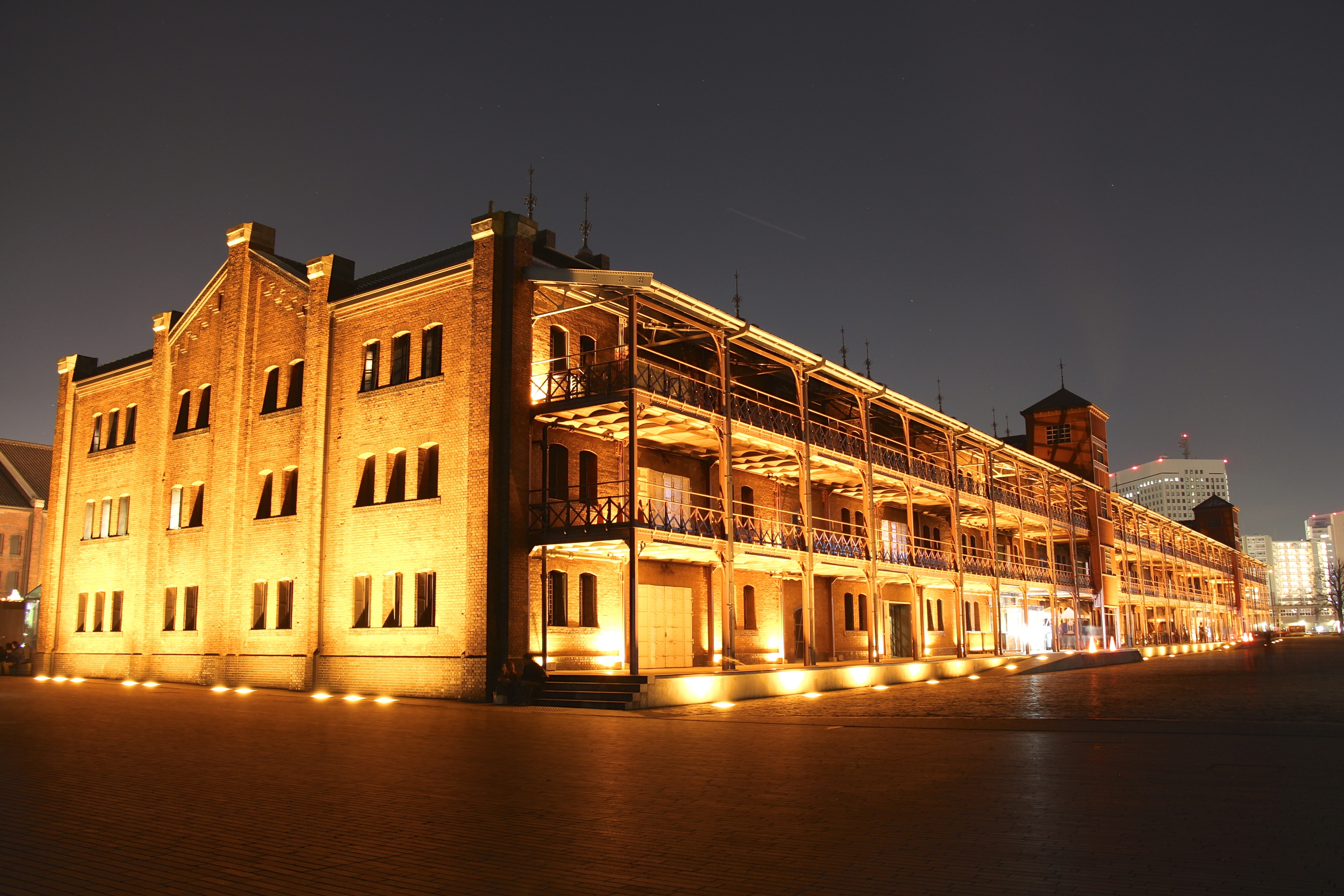
2号馆的夜景
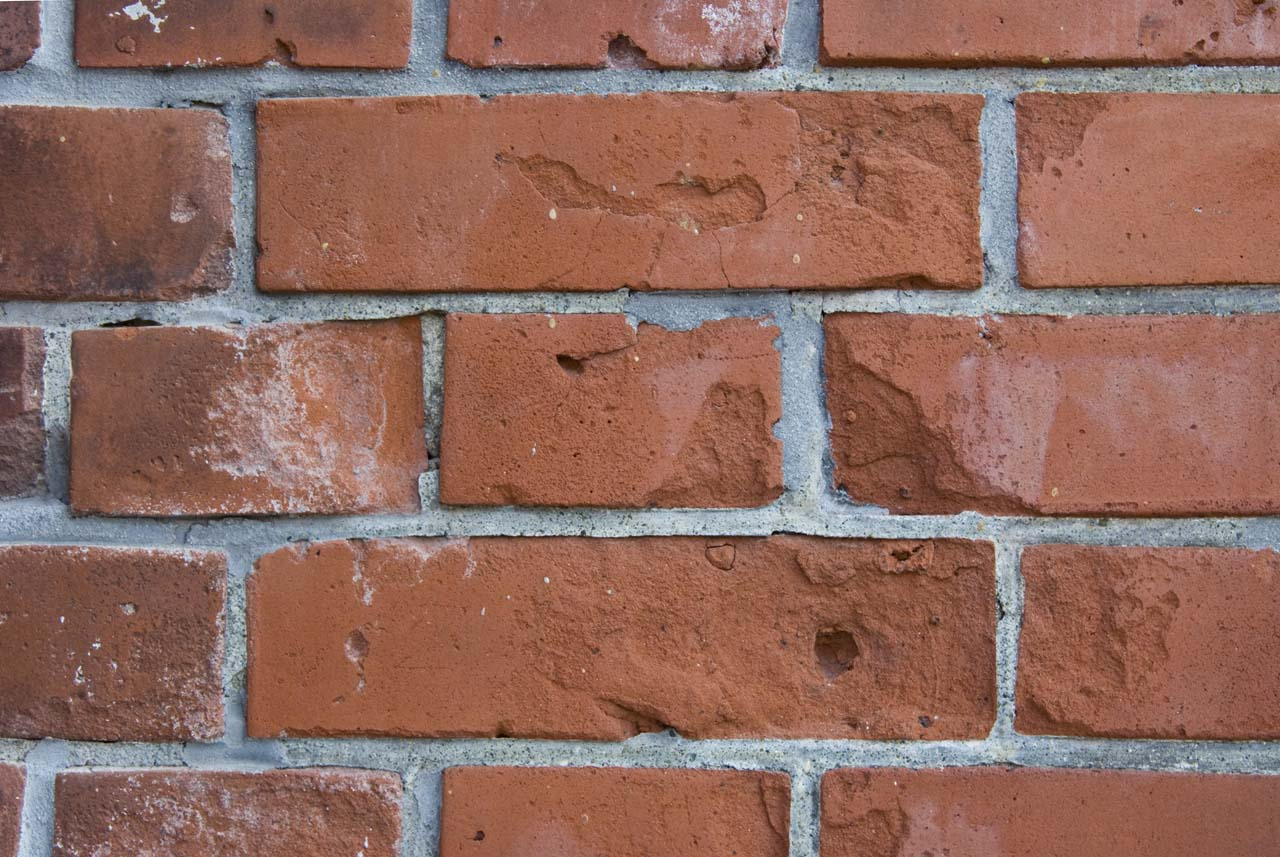
墙壁的红砖
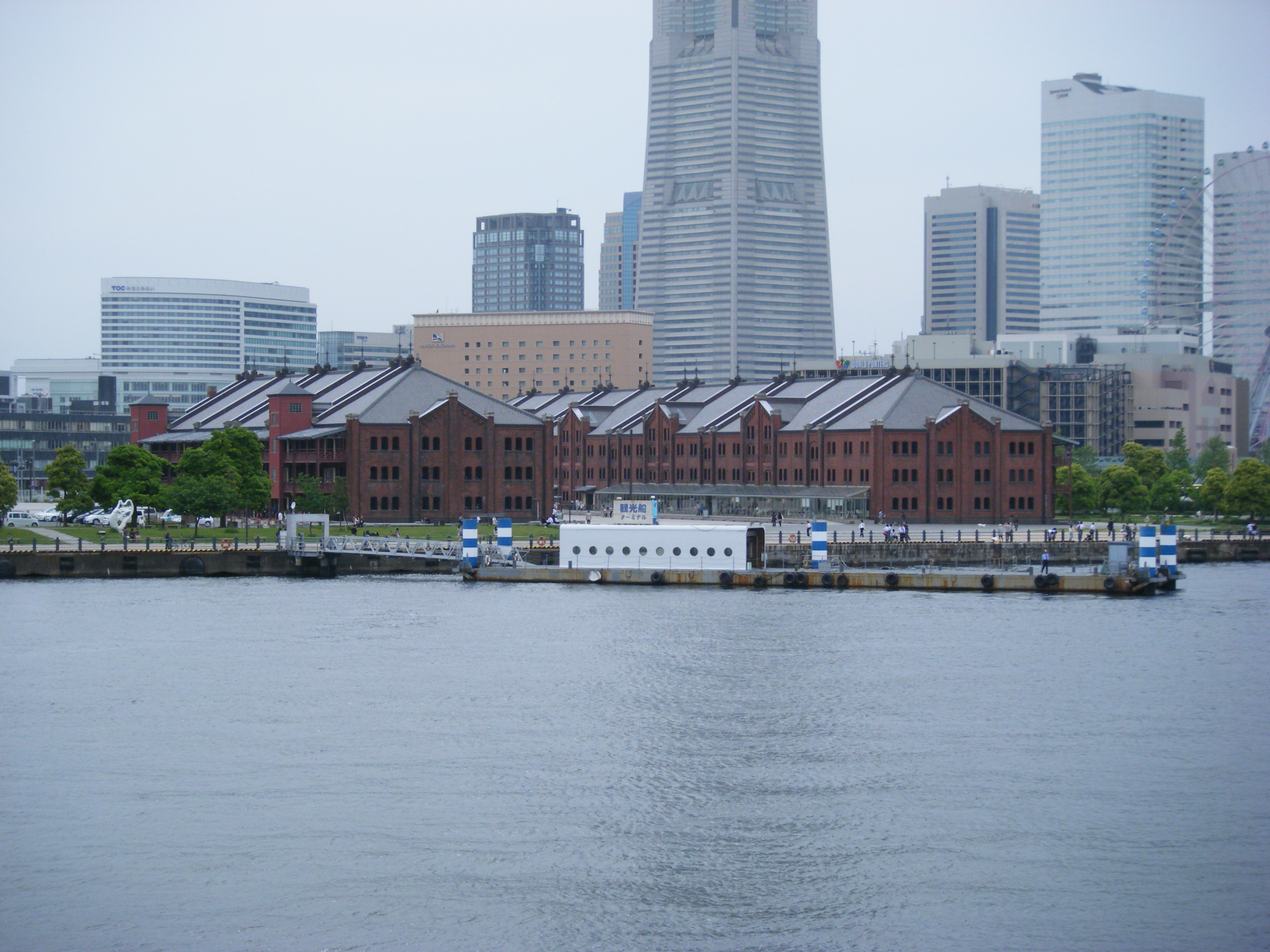
从大栈桥眺望红砖仓库

## 周边的观光设施
- 横滨港未来21
- 象鼻公园
- 横滨海上防灾基地（日语：横浜海上防災基地）
- 横滨地标大厦
- 山下公园
- 横滨海洋塔
- 横滨三塔
- 横滨中华街

## 交通

### 轨道交通
- 从横滨高速铁道港未来线马车道站徒步约6分钟
- 从横滨高速铁道港未来线日本大通站徒步约6分钟
- 从JR根岸线、横滨市营地下铁蓝线樱木町站徒步约15分钟
- 从JR根岸线、横滨市营地下铁蓝线关内站徒步约15分钟

### 巴士
- 横滨市营巴士、京滨急行巴士“红砖仓库”站

### 船
- Port Service（日语：ポートサービス）（红砖栈桥）

## 外部連結
- （日語）横浜赤レンガ倉庫 （页面存档备份，存于）
- （日語）赤レンガ倉庫の歴史（横浜市港湾局）[]